# Tylophora laevis
Tylophora laevis är en oleanderväxtart som beskrevs av Joseph Decaisne. Tylophora laevis ingår i släktet Tylophora och familjen oleanderväxter. Inga underarter finns listade i Catalogue of Life.